# Rhus galeotti
Rhus galeotti là một loài thực vật có hoa trong họ Đào lộn hột. Loài này được Standl. miêu tả khoa học đầu tiên năm 1936.